# 蘇格蘭遺孀基金

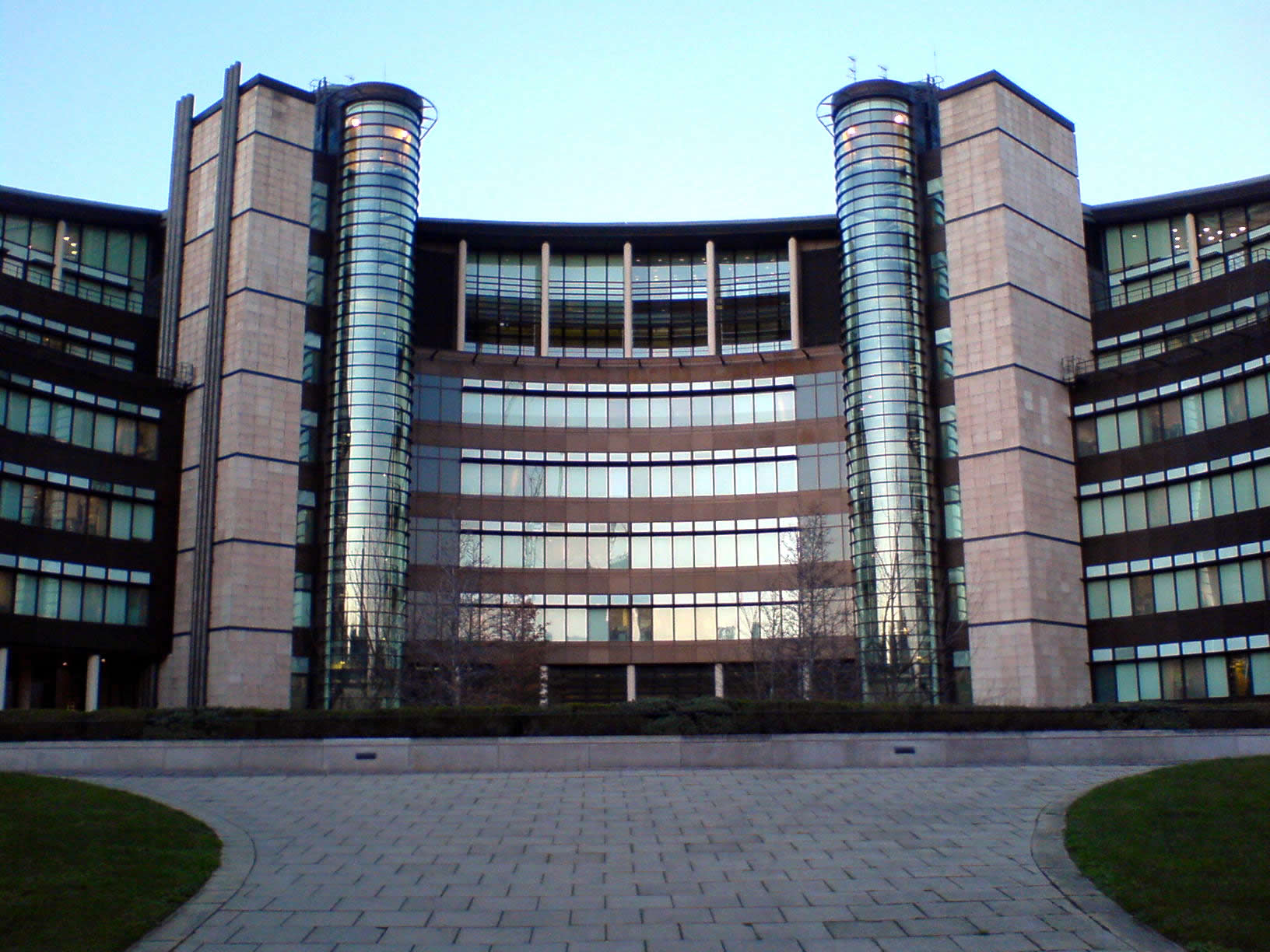
蘇格蘭遺孀基金在愛丁堡莫里森街的總部

蘇格蘭遺孀基金（英語：Scottish Widows plc），又稱蘇格蘭寡婦基金，是一家總部位於蘇格蘭愛丁堡的金融服務公司，主要有人壽保險、養老金、投資、儲蓄等業務，是最有信譽的英國保險、養老金和投資公司之一。
該公司的前身是蘇格蘭長老會教士羅伯特·華勒斯（Robert Wallace）與亞歷山大·韋伯斯特（Alexander Webster）在1744年建立的“蘇格蘭教會牧師遺孀及孩童撫恤基金會社”，1815年於愛丁堡成立公司，2000年被勞埃德銀行集團收購。

## 外部連結
- Official website（页面存档备份，存于）

55°56′42.11″N 3°12′27.82″W / 55.9450306°N 3.2077278°W